# Supletismo
Em linguística e etimologia, o supletismo ou supleção é tradicionalmente entendido como o uso de uma palavra como a forma flexionada de outra quando as duas não são cognatas. Para quem está aprendendo uma língua, as formas supletivas serão vistas como "irregulares" ou mesmo "altamente irregulares".
O termo "supletismo" implica que uma lacuna no paradigma foi preenchida por um formulário "fornecido" por um paradigma diferente. As instâncias de supletismo são predominantemente restritas aos itens lexicais mais comumente usados em um idioma.

## Irregularidade e supletismo
Um paradigma irregular é aquele em que as formas derivadas de uma palavra não podem ser deduzidas por regras simples da forma base. Por exemplo, alguém que sabe apenas um pouco de inglês pode deduzir que o plural de girl (garota) é girls (garotas), mas não pode deduzir que o plural de man (homem) é men (homens). Os aprendizes de línguas costumam estar mais atentos aos verbos irregulares, mas qualquer parte do discurso com inflexões pode ser irregular.
Para a maioria dos propósitos sincrônicos – estudos de aquisição da primeira língua, psicolinguística, teoria do ensino de línguas – basta notar que essas formas são irregulares. No entanto, a linguística histórica procura explicar como eles surgiram e distingue diferentes tipos de irregularidades de acordo com suas origens.
A maioria dos paradigmas irregulares (como man:men) pode ser explicada por desenvolvimentos fonológicos que afetaram uma forma de palavra, mas não outra (neste caso, trema germânico). Nesses casos, os antecedentes históricos das formas atuais constituíam outrora um paradigma regular.
A linguística histórica usa o termo "supletismo" para distinguir irregularidades como person:people ou cow:cattle que não podem ser assim explicadas porque as partes do paradigma não evoluíram de uma única forma.
Hermann Osthoff cunhou o termo "supletismo" em alemão em um estudo de 1899 do fenômeno em línguas indo-europeias.
O supletismo existe em muitas línguas ao redor do mundo. Estas línguas são de várias famílias linguísticas: indo-ariana, dravidiana, árabe, românica, etc.
Por exemplo, em georgiano, o paradigma para o verbo "vir" é composto por quatro raízes diferentes (di-, -val-, -vid-, e -sul-).
Da mesma forma, no árabe padrão moderno, o verbo jāʾ ("vir") geralmente usa a forma taʿāl para seu imperativo, e o plural de marʾah ("mulher") é nisāʾ.
Um dos exemplos de supleção na língua portuguesa é o verbo ir, cujas flexões no imperativo, presente do indicativo e presente do subjuntivo são derivadas do verbo latino vadere.
Algumas das línguas indo-européias mais arcaicas são particularmente conhecidas pela supleção. O grego antigo, por exemplo, tem cerca de vinte verbos com paradigmas supletivos, muitos com três raízes separadas.